# Chiara
Chiara Siracusa (La Valeta, 25 de setembre de 1976) és una cantant d'origen maltès, coneguda com "La Veu de Malta".
Va representar a l'illa mediterrània en el Festival de la Cançó d'Eurovisió 1998, amb la balada "The one that I love" quedant en tercera posició, només per darrere d'Israel amb la Cantant Dana International i la cançó "Diva" i la representant del Regne Unit. Fins a l'última votació Chiara tenia possibilitats de guanyar.
L'any 2005 va tornar a representar a Malta en el Festival d'Eurovisió a Kíev, amb la cançó "Angel", quedant en segona posició, tan sols per darrere de la cantant grega Helena Paparizou.
Al 2009 va tornar a Eurovisió per tercera vegada interpretant el tema "What if we?" a Moscou. Encara que va superar la semifinal, en aquesta ocasió no va repetir els èxits anteriors i va finalitzar 22a.

## Discografia
- 1998 Shades Of One
- 2000 What You Want
- 2003 Covering Diversions
- 2005 Here I Am